# Lyonia heptamera
Lyonia heptamera är en ljungväxtart som beskrevs av Ignatz Urban. Lyonia heptamera ingår i släktet Lyonia och familjen ljungväxter. Inga underarter finns listade i Catalogue of Life.